# Мокредь
Мо́кредь (бел. Мокрадзь) — деревня в составе Первомайского сельсовета Дрибинского района Могилёвской области Республики Беларусь.

## История
Упоминается в 1668 году как деревня в Оршанском повете ВКЛ.

## Население
- 1999 год — 49 человек
- 2010 год — 18 человек

## Знаменитые земляки
- Юрченко Николай Иванович - доктор медицинских наук, профессор, заслуженный врач Российской Федерации.
- Москалева Нинель Васильевна - заслуженный учитель БССР.